# داء المحرشفات
داء المحرشفات (بالإنجليزية: Hymenolepiasis)‏ هو داء ديداني تسببه أحد الأنواع:
- محرشفة قزمة.[2][3]
- محرشفة ضئيلة.

## الأعراض
ليس لداء المحرشفات أعراض مميزة، لكن عادتا توصف أعراضه ب:
- بألام البطن
- فقدان الشهية
- حكة حول الشرج
- تهيج و اسهال

الأعراض الواضحة لا تظهر اٍلا في حالات الاٍصابة الكثيفة (500 إلى 1000 دودة) ، ويغلب عليها الاٍضطرابات العصبية و التشنجات و التهبات السحايا.